# Journal of American Studies
Journal of American Studies es una revista académica trimestral revisada por pares que abarca perspectivas internacionales sobre la historia, la literatura, la política y la cultura de Estados Unidos. Incluye una sección de reseñas de libros. Aunque de carácter académico, la revista está dirigida también a lectores generales interesados en Estados Unidos. Se creó en 1967 con Dennis Welland (Universidad de Mánchester) como editor jefe. Los editores actuales (2021) son Sinéad Moynihan (Universidad de Exeter) y Nick Witham (University College London).
La revista es una publicación oficial de la Asociación Británica de Estudios Americanos y es editada por Cambridge University Press.

## Resumen e indexación
La revista está resumida e indexada en el Arts and Humanities Citation Index, Scopus y la MLA International Bibliography.